# Botz-en-Mauges
Botz-en-Mauges korábbi község Franciaország Loire mente régiójában, Maine-et-Loire megyében. 2015. december 15-én tíz másik korábbi községgel egyesült és Mauges-sur-Loire új község része lett.
Lakosainak száma 813 fő (2018. január 1.). Botz-en-Mauges Beausse, La Chapelle-Saint-Florent, Chaudron-en-Mauges, Saint-Florent-le-Vieil és Saint-Pierre-Montlimart községekkel határos.

## Népesség
A település népességének változása:
| Lakosok száma | 966  | 955  | 850  | 760  | 666  | 799  | 814  | 818  | 833  | 813  |
|               | 1962 | 1968 | 1982 | 1990 | 1999 | 2008 | 2011 | 2013 | 2017 | 2018 |